# Dittersbach (Frauenstein)
Dittersbach ist ein Ortsteil der sächsischen Stadt Frauenstein im Landkreis Mittelsachsen.

## Geografie

### Lage
Das Waldhufendorf Dittersbach liegt etwa vier Kilometer westlich von Frauenstein im Erzgebirge. Nordwestlich des Ortes liegt die Talsperre Lichtenberg. Durch den Ort führt die Staatsstraße 208 Naundorf–Bienenmühle.

### Nachbarorte
| Lichtenberg  | Burkersdorf                                 | Kleinbobritzsch |
| Mulda        | Kompassrose, die auf Nachbargemeinden zeigt | Frauenstein     |
| Dorfchemnitz | Clausnitz                                   | Nassau          |

## Geschichte
Dittersbach wurde im 12. Jahrhundert als Waldhufendorf gegründet. In der ersten urkundlichen Erwähnung von 1335 liest man Dytherichsbach. 1446 schrieb man schon Dittersbach. Der Name geht auf den Personennamen Dietrich zurück, vielleicht nannte sich der Dorfgründer so. August Schumann nennt 1814 im Staats-, Post- und Zeitungslexikon von Sachsen Dittersbach betreffend u. a.: 

„Es hat 67 Häuser und 521 Einwohner mit 37 Magazin- und Spann- und 39 3/8 Marschhufen; eine Mühle an der Gimniz mit 2 Gängen, […]. Hier ist ein ansehnliches, mit schöner Waldung versehenes Erbgericht, welches das wichtigste Gut im Amte ist, und ehedem, nebst den übrigen Amtserbgerichten, ein Mannlehngut war. […] Ein hiesiger Bauer hat auch eine Ziegelei. Sowohl in älteren Zeiten als neuerdings hat man hier den Bergbau versucht, hat ihn aber nie mit Erfolg betreiben können.“

Albert Schiffner ergänzt 1828 u. a.: 

„[…] hat gegen 650 Bewohner, 36 Güter, mehrere abgesondert liegende Brechhäuser wegen seines starken Flachsbaues, und mehrere Schneller (kleine Kalköfen), worin man hermdorfer Stein zu Düngekalk brennt. […] Als im 30jähr. Kriege sowohl Dittersbach, als Mulda, halb verödet geworden, schlug man (1634) beide Parochien zusammen, und trennte sie erst 1679 wieder. […] Sonst wohnt hier ein Förster; noch sind hier 2 Müller und 1 Schmidt.“

Für den Bau der Talsperre Lichtenberg 1966–1974 wurden im Stauraum befindliche bzw. nahe liegende Gebäude abgebrochen, dadurch verringerte sich die Einwohnerzahl.
Zum 1. Januar 1994 wurde Dittersbach nach Frauenstein eingemeindet.

## Kirche
Kirchlich war es seit Beginn an Pfarrkirche und behielt diesen Status auch nach der Reformation.
Das Entstehungsjahr der Kirche ist mangels ausreichender Quellen nicht belegbar. Die jetzige Gestaltung als Saalkirche mit barocker Ausstattung stammt aus der Zeit nach 1648. Die einmanualige Orgel wurde 1862 von Christian Friedrich Göthel erbaut. Sie wurde 2024 umfassend saniert. Nach der Beschlagnahme von jeweils zwei Bronze-Glocken für Rüstungszwecke im Ersten und im Zweiten Weltkrieg – 1922 wurde das Geläut zwischenzeitlich erneuert – besaß die Kirche ein Mischgeläut aus Bronze- und Eisenhartgussglocken. Finanziert durch Spenden und die sächsische Landeskirche wurden letztere 2005 durch neue Bronzeglocken ersetzt.

## Entwicklung der Einwohnerzahl
| Jahr | Einwohnerzahl                                      |
| ---- | -------------------------------------------------- |
| 1551 | 34 besessene Mann, 108 Inwohner                    |
| 1764 | 34 besessene Mann, 1 Gärtner, 21 Häusler, 37 Hufen |
| 1834 | 634                                                |
| 1871 | 670                                                |
| 1890 | 639                                                |

| Jahr | Einwohnerzahl |
| ---- | ------------- |
| 1910 | 603           |
| 1925 | 584           |
| 1939 | 608           |
| 1946 | 791           |
| 1950 | 776           |

| Jahr | Einwohnerzahl |
| ---- | ------------- |
| 1964 | 555           |
| 1990 | 299           |
| 1993 | 221           |

## Feuerwehr
Seit 1910 hat Dittersbach eine Freiwillige Feuerwehr. Seit 2024 wird die Ortsfeuerwehr zum ersten Mal von einer Frau geführt.

## Trivia
Im Herbst 2005 fanden in hiesiger Kirche Dreharbeiten für den Film „Maria am Wasser“ unter der Regie von Thomas Wendrich (Hauptdarsteller: Alexander Beyer) statt.